# Astragalus borraginaceus
Astragalus borraginaceus är en ärtväxtart som beskrevs av Karl Heinz Rechinger. Astragalus borraginaceus ingår i släktet vedlar, och familjen ärtväxter. Inga underarter finns listade i Catalogue of Life.